# Dinosaurs in Love
<>是音樂家湯姆·羅森塔爾的3歲女兒芬·羅森塔爾（Fenn Rosenthal）於2020年創作的一首歌曲。2020年1月28日，羅森塔爾在其Twitter帳戶上分享該歌後，該歌在2020年1月開始在網上廣大流傳，並在發布後的第二天就被觀看了60萬次。<>是芬的第一首個人歌曲；在她父親的指導下，她創作了其旋律和歌詞，並主要於羅森塔爾的家庭錄音室所錄製。
據美國有線電視新聞網（CNN）的說法，<>的歌詞「從高調開始，但以滅絕作結。」Classic FM將該歌描述為「符合音樂理論既定規則的高品質之作」。
美國知名主持人吉米·法倫於2020年1月30日在《今夜秀》上演唱了這首歌。一天後，<Dinosaurs in Love>在Spotify和Apple Music上發行，所有收益都會捐給慈善機構WIRESTree Sisters。

## 外部連結
- (Youtube). Tom Rosenthal. 2020-01-31  [2020-04-29]. （原始内容存档于2020-04-11）.
- Kubota, Samantha. . Today.   [2020-04-21]. （原始内容存档于2020-03-06） （英语）.
- Ehrlich, Brenna. . 29 January 2020  [2020-04-21]. （原始内容存档于2020-02-07） （美国英语）. |journal=被忽略 (帮助)